# Chung Kuo, la Chine
Pour plus de détails, voir Fiche technique et Distribution.
Chung Kuo, la Chine (Chung Kuo, Cina) est un  documentaire italien réalisé par Michelangelo Antonioni, sorti en 1972.

## Synopsis
En 1972, au plus fort de la révolution culturelle maoïste, le gouvernement chinois invite Michelangelo Antonioni à réaliser un documentaire sur la Nouvelle Chine,. Le cinéaste se rend pendant huit semaines avec une équipe de tournage à Pékin, Nankin, Suzhou, Shanghai, et dans la province du Henan. Il en résulte un documentaire imposant de trois heures et demie, découpé en trois parties.

## Fiche technique
- Titre français : Chung Kuo, la Chine
- Titre original : Chung Kuo, Cina
- Réalisation : Michelangelo Antonioni
- Scénario : Michelangelo Antonioni, Andrea Barbato
- Interprétation : Michelangelo Antonioni
- Photographie : Luciano Tovoli
- Production   : Rai
- Musique : Luciano Berio
- Pays :  Italie
- Genre : documentaire
- Durée : 135 min
- Sortie :
  - 1972[3]
  - France : 13 septembre 1973[4]

## Production
Antonioni filme presque quatre-vingts plans par jour et décide de tourner avec la caméra à la main, ou à l’épaule, afin de saisir des images sur le vif. Sur les vingt-deux jours de tournage qui lui ont été accordés, il produit 30 000 mètres de pellicule super 16 dont le quart environ fut monté.

## Accueil
Le documentaire fut dénoncé par les autorités de la république populaire de Chine comme « grave incident anti-chinois » et « insolente provocation contre le peuple chinois ». À la suite de cela, le film fut interdit en Chine et dans les pays qui lui étaient politiquement soumis. Mais il semble que le film a plutôt été le prétexte à une lutte interne aux structures du pouvoir : cela permit notamment à Jiang Qing, l'épouse de Mao Zedong, d’ébranler l’autorité du Premier ministre Zhou Enlai qui avait autorisé ce tournage. Il a fallu attendre 2004 pour que le film soit diffusé pour la première fois à Pékin, dans le cadre d’une rétrospective sur Antonioni.